# Le Mée-sur-Seine
Le Mée-sur-Seine ist eine französische Gemeinde mit 19.527 Einwohnern (Stand 1. Januar 2022) im Département Seine-et-Marne in der Region Île-de-France. Sie gehört zum Arrondissement Melun und war bis zu dessen Auflösung der Hauptort (chef-lieu) des Kantons Le Mée-sur-Seine, seither gehört sie zum Kanton Savigny-le-Temple.

## Geographie
Le Mée-sur-Seine liegt etwa zweieinhalb Kilometer westnordwestlich von Melun an der Seine. Auf dem gegenüberliegenden Seineufer, im Süden, liegt die Gemeinde Dammarie-les-Lys. Im Nordwesten befindet sich Vert-Saint-Denis. Im Westen liegt Boissise-le-Bertrand und im Südwesten Boissettes. Paris liegt 41 Kilometer nordnordwestlich von Le Mée-sur-Seine.
Le Mée-sur-Seine gliedert sich selbst in die Quartiere Le Mée Village, La Croix Blanche, Plein Ciel, Les Courtilleraies-Gare und Les Courtilleraies-Circé.

## Geschichte
Um Christi Geburt sollen die Senonen sich hier niedergelassen haben. 1225 wird der Ort als Mas erwähnt. Die erste Kirche wird aber erst 1771 errichtet.

## Bevölkerungsentwicklung
| Jahr      | 1962  | 1968  | 1975   | 1982   | 1990   | 1999   | 2006   | 2010   |
| Einwohner | 1.391 | 4.426 | 10.056 | 13.917 | 20.933 | 21.217 | 20.580 | 20.609 |

## Sehenswürdigkeiten
Siehe auch: Liste der Monuments historiques in Le Mée-sur-Seine
- Museum Chapu

## Persönlichkeiten
- Jacques Philippe Avice (1759–1835), General
- François-Joseph Talma (1763–1826), Schauspieler
- Anne-Françoise-Hippolyte Boutet, genannt Mademoiselle Mars (1779–1847), Schauspielerin
- Henri Chapu (1833–1891), Bildhauer
- François-Marie Firmin-Girard (1838–1921), Maler des Realismus
- Henri-Auguste Patey (1855–1930), Bildhauer, Schüler Chapus
- Gaston Carraud (1864–1920), Komponist
- Renée Saint-Cyr (1904–2004), Schauspielerin
- Karl Lagerfeld (1933–2019), Modedesigner, Eigentümer einer Stadtvilla in Le Mée-sur-Seine
- Willy Denzeur (* 1982), Sänger
- Clément Chantôme (* 1987), Fußballspieler

## Gemeindepartnerschaften
- Meckenheim, Nordrhein-Westfalen, Deutschland
- Pozoblanco, Andalusien, Spanien